# Wybory parlamentarne w Portugalii w 2009 roku
Wybory parlamentarne w Portugalii w 2009 roku – wybory do portugalskiego parlamentu, Zgromadzenia Republiki, przeprowadzone 27 września 2009 i wygrane przez rządzącą Partię Socjalistyczną. 

## Przygotowania i kampania wyborcza
27 czerwca 2009 prezydent Aníbal Cavaco Silva oficjalnie zarządził organizację wyborów, wyznaczając ich datę na 27 września. Do głosowania w wyborach parlamentarnych uprawnionych było 9,5 mln obywateli Portugalii. O 230 mandatów ubiegało się 15 partii politycznych. Wśród nich największe szanse na zwycięstwo miały, dominujące od lat na scenie politycznej, rządząca Partia Socjalistyczna (PS} oraz pozostająca w opozycji centroprawicowa Partia Socjaldemokratyczna (PSD). Sondaże, w ostatnich miesiącach przed wyborami, wskazywały na niewielką przewagę PS, jednak prognozowały, że żadna z sił politycznych nie będzie w stanie samodzielnie utworzyć rządu. 
12 września 2009 w Portugalii rozpoczęła się kampania wyborcza, która trwała do 25 września. W czasie debaty telewizyjnej 13 września 2009 przewodnicząca PSD Manuela Ferreira Leite zarzuciła rządowi premiera José Sócratesa brak kompetencji i nieradzenie sobie ze skutkami kryzysu gospodarczego. Premier Socrates bronił dokonań swojego gabinetu i przedstawił program PS w kwestach polityki gospodarczej i społecznej. Dodał, że jego rząd udzielił wsparcia 37 tysiącom firm. 
W czasie kampanii wyborczej deklarował, że jego priorytetem będzie tworzenie nowych miejsc pracy oraz zapowiedział kontynuację wielkich projektów publicznych, jak budowa szybkiej kolei TGV. W okresie przed wyborami bezrobocie w Portugalii sięgnęło poziomu 9% i było najwyższe od początku lat 80. XX w. Partia Socjaldemokratyczna wzywała natomiast do zawieszenia projektów infrastrukturalnych oraz zapowiadała ograniczenie wydatków państwowych i podjęcie działań na rzecz zwiększenia inwestycji przez sektor prywatny. Zarówno PSD, jak i Blok Lewicy oraz Portugalska Partia Komunistyczna wykluczyły możliwość wspólnych rządów z socjalistami.
W ostatnich dniach przed wyborami sondaże wskazywały już na wyraźną przewagę socjalistów nad socjaldemokratami (38% do 29%), co jednak w dalszym ciągu nie umożliwiało im zdobycia większości parlamentarnej niezbędnej do samodzielnego rządzenia.

## Wyniki wyborów
Partia Socjalistyczna
     Partia Socjaldemokratyczna
     Centrum Demokratyczne i Społeczne – Partia Ludowa
     Blok Lewicy
     Portugalska Partia Komunistyczna
     Zieloni

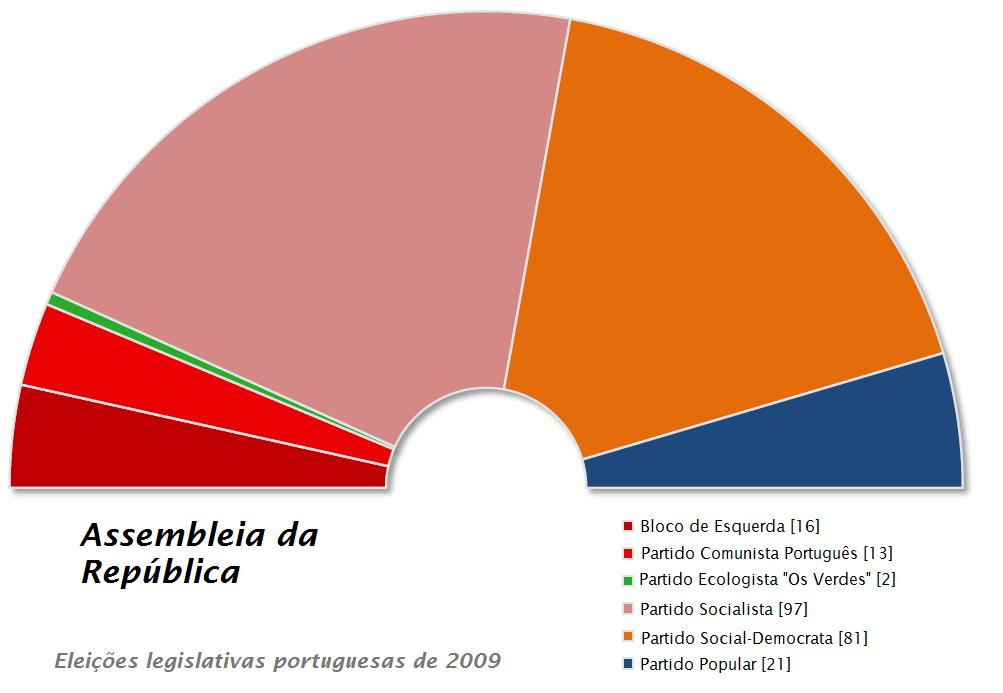
Podział mandatów:
Partia Socjalistyczna
Partia Socjaldemokratyczna
Centrum Demokratyczne i Społeczne – Partia Ludowa
Blok Lewicy
Portugalska Partia Komunistyczna
Zieloni

Pierwsze sondażowe wyników wyborów exit poll, dawały zwycięstwo rządzącej PS, która miała zdobyć od 36% do 40%% głosów. Opozycyjna PSD miała uzyskać od 25% do 29% głosów, Blok Lewicy od 9 do 12%, koalicja komunistów i zielonych od 8,5 do 11,5%, a Centrum Demokratyczne i Społeczne – Partia Ludowa od 7 do 10% głosów. 
Według oficjalnych wyników wyborów podanych przez Portugalską Komisję Wyborczą w wyborach parlamentarnych zwyciężyła PS, zdobywając 97 miejsc w parlamencie, co najprawdopodobniej nie pozwoli jej jednak na kontynuację samodzielnych rządów i stworzenie większościowego gabinetu. Frekwencja wyborcza wyniosła 59,74%.
|                                                | Partia                                     | Głosy     | Procent | Zmiana | Mandaty | Zmiana |
| ---------------------------------------------- | ------------------------------------------ | --------- | ------- | ------ | ------- | ------ |
|                                                | Partia Socjalistyczna                      | 2 077 238 | 36,56   | 8,4    | 97      | 24     |
|                                                | Partia Socjaldemokratyczna                 | 1 653 665 | 29,11   | 0,3    | 81      | 6      |
|                                                | Partia Ludowa                              | 592 778   | 10,43   | 3,1    | 21      | 9      |
|                                                | Blok Lewicy                                | 557 306   | 9,81    | 3,4    | 16      | 8      |
|                                                | Unitarna Koalicja Demokratyczna            | 446 279   | 7,86    | 0,4    | 15      | 1      |
|                                                | PCTP/MRPP                                  | 52 761    | 0,93    | 0,1    | 0       | -      |
|                                                | Nadzieja dla Portugalii Ruchu              | 25 949    | 0,46    | -      | 0       | -      |
|                                                | Partia Nowej Demokracji                    | 21 876    | 0,38    | 0,3    | 0       | -      |
|                                                | Zasługi i Ruchu Społeczeństwa              | 16 924    | 0,30    | -      | 0       | -      |
|                                                | Ludowa Partia Monarchistyczna              | 15 262    | 0,27    | -      | 0       | -      |
|                                                | Partia Ziemi / Partia Humanistyczna        | 12 405    | 0,22    | -      | 0       | -      |
|                                                | Partia Narodowego Odrodzenia               | 11 503    | 0,20    | 0,0    | 0       | -      |
|                                                | Portugalia Pro Life                        | 8 461     | 0,15    | -      | 0       | -      |
|                                                | Partia Pracy                               | 4 974     | 0,09    | -      | 0       | -      |
|                                                | Robotnicza Partia Socjalistycznej Jedności | 4 632     | 0,08    | 0,1    | 0       | -      |
|                                                | Partia Ziemi                               | 3 265     | 0,06    | -      | 0       | -      |
|                                                | Razem                                      | 5 681 258 | 100%    | -      | 230     | -      |
|                                                | Frekwencja                                 | 59,68%    |         |        |         |        |
| Źródło: Comissão Nacional de Eleições - (ang.) |                                            |           |         |        |         |        |